# がんばる商店街77選
がんばる商店街77選（がんばるしょうてんがい77せん）は、日本の中小企業庁が選定し、2006年（平成18年）5月30日に発表した77か所の商店街である。
なお、これに引き続き、2009年（平成21年）3月31日には「新・がんばる商店街77選」が発表され、また、2014年（平成26年）2月及び2015年（平成27年）3月には「がんばる商店街30選」が選定されている。

## 概要
1980年代後半から顕在化したシャッター通りと呼ばれる商店街がある。これらには少子高齢化や人口の減少など様々な原因があるとされる。一方そのような事態に対処し衰退を未然に克服するために日本の各地のいくつかの商店街は活性化や賑わいあふれる街づくりを目指している。中小企業庁はこれらの商店街を「がんばる商店街」として77の商店街などを選びそれを参考として他の商店街にもがんばって貰いたいと発表したもの。

## 選定方法
経済産業省の各地方の経済産業局が地方公共団体や全国商店街振興組合連合会などの協力を得て集めた情報から、地域の特色生かす、独自性のある取り組み、アイデアを生かすなどに着目し、中小企業政策審議会商業部会の事例検討小委員会（委員長：大西隆）が選定した。下記はそれらの商店街の一覧である。

## にぎわいあふれる商店街

### 北海道
- 帯広市 - 帯広市中心部10商店街等
- 札幌市
  - 札幌狸小路商店街
  - 本郷商店街

### 東北地方
- 岩手県盛岡市 - 肴町商店街
- 宮城県仙台市 - 市内6商店街
- 山形県山形市 - 七日町商店街

### 関東地方
- 栃木県宇都宮市 - 宇都宮ユニオン通り商店街
- 埼玉県川越市 - クレアモール、川越一番街など市内7商店街
- 東京都板橋区 - ハッピーロード大山商店街
- 東京都品川区
  - 中延商店街
  - 武蔵小山商店街
- 東京都世田谷区 - 烏山駅前通り商店街
- 東京都豊島区 - 巣鴨地蔵通り商店街
- 神奈川県横浜市 - 元町エスエス会

### 中部地方
- 富山県富山市 - 街なか感謝デー・越中大手市場
- 石川県金沢市 - 片町商店街
- 岐阜県岐阜市 - 玉宮通り商店街
- 静岡県静岡市 - 静岡呉服町名店街
- 愛知県名古屋市 - 大須商店街連盟

### 近畿地方
- 京都府京都市 - 京都錦市場商店街
- 大阪府大阪市
  - 粉浜商店街
  - 天神橋三丁目商店街
- 大阪府豊中市 - 市内5商店街等
- 兵庫県尼崎市 - 阪神尼崎駅前13商店街

### 中国・四国地方
- 香川県高松市 - 高松丸亀町商店街
- 愛媛県松山市 - 松山中央商店街

### 九州・沖縄地方
- 長崎県佐世保市 - 市内2商店街
- 長崎県長崎市 - 中央地区商店街
- 熊本県熊本市 - ストリート・アートプレックス熊本実行委員会など市内6商店街[4]
- 宮崎県宮崎市 - 市内6商店街
- 鹿児島県鹿児島市 - 中央地区商店街
- 沖縄県那覇市 - 国際通り4商店街

## アイデア商店街

### 北海道
- 北見市 - 市内4商店街
- 函館市 - 西部地区バル街

### 東北地方
- 青森県八戸市 - 八戸屋台村「みろく横丁」
- 岩手県奥州市 - 蔵を活かした「黒船百年計画」街づくり
- 秋田県鹿角市 - 花輪新町商店街
- 山形県酒田市 - 中通り商店街
- 山形県新庄市 - 新庄南北本町商店街等
- 山形県高畠町 - 昭和縁結び通り商店街
- 山形県米沢市 - 粡町通り商店街
- 福島県会津若松市 - 七日町通りまちなみ協議会・アネッサクラブ[5]
- 福島県郡山市 - 中央商店街

### 関東地方
- 埼玉県秩父市 - みやのかわ商店街
- 東京都新宿区 - 早稲田大学周辺商店連合会

### 中部地方
- 新潟県村上市 - 中央商店街
- 石川県金沢市 - 竪町商店街
- 静岡県新居町 - 町内商店会 （現・湖西市）
- 静岡県沼津市 - まちの情報館（まちづくり活動の拠点施設）
- 愛知県瀬戸市 - 銀座通り商店街
- 愛知県豊川市 - 表参道発展会（いなり楽市実行委員会）[5]

### 近畿地方
- 大阪府大阪市 - 福島聖天通商店街
- 兵庫県篠山市(現・丹波篠山市) - 市内15商店街等

### 中国地方
- 鳥取県鳥取市 - 鳥取本通商店街
- 岡山県岡山市 - 奉還町商店街
- 広島県呉市 - 中央地区6商店街

### 九州地方
- 福岡県飯塚市 - 市内6商店街
- 佐賀県佐賀市 - 子どもの本屋ピピン（呉服町名店街）[5]
- 長崎県諫早市 - 市内3商店街
- 熊本県熊本市 - 上乃裏通り
- 大分県臼杵市 - 中央通り商店街
- 宮崎県延岡市 - 山下新天街商店街

## まちづくりと一体となった商業活動

### 北海道
- 江差町 - 歴まち商店街
- 小樽市 - 小樽運河周辺商業集積

### 東北地方
- 青森県青森市 - 新町商店街

### 関東地方
- 東京都青梅市 - 市内8商店街
- 東京都三鷹市 - まちづくり三鷹

### 中部地方
- 長野県飯田市 - 飯田まちづくりカンパニー
- 長野県長野市 - まちづくり長野

### 近畿地方
- 滋賀県長浜市 - 黒壁
- 滋賀県彦根市 - 市内6商店街
- 京都府京都市 - 伏見区商店街
- 兵庫県神戸市 - 市内11商店街等

### 中国地方
- 鳥取県境港市 - 水木しげるロード周辺商店街
- 島根県松江市 - 松江天神町商店街

### 九州地方
- 大分県豊後高田市 - 市内8商店街
- 宮崎県都城市 - オーバルパティオ